# Mazda Hazumi
Mazda Hazumi Concept – koncepcyjny samochód osobowy japońskiej marki Mazda zaprezentowany podczas targów motoryzacyjnych w Genewie w 2014 roku. Auto poprzedza seryjną wersję czwartej generacji Mazdy 2.

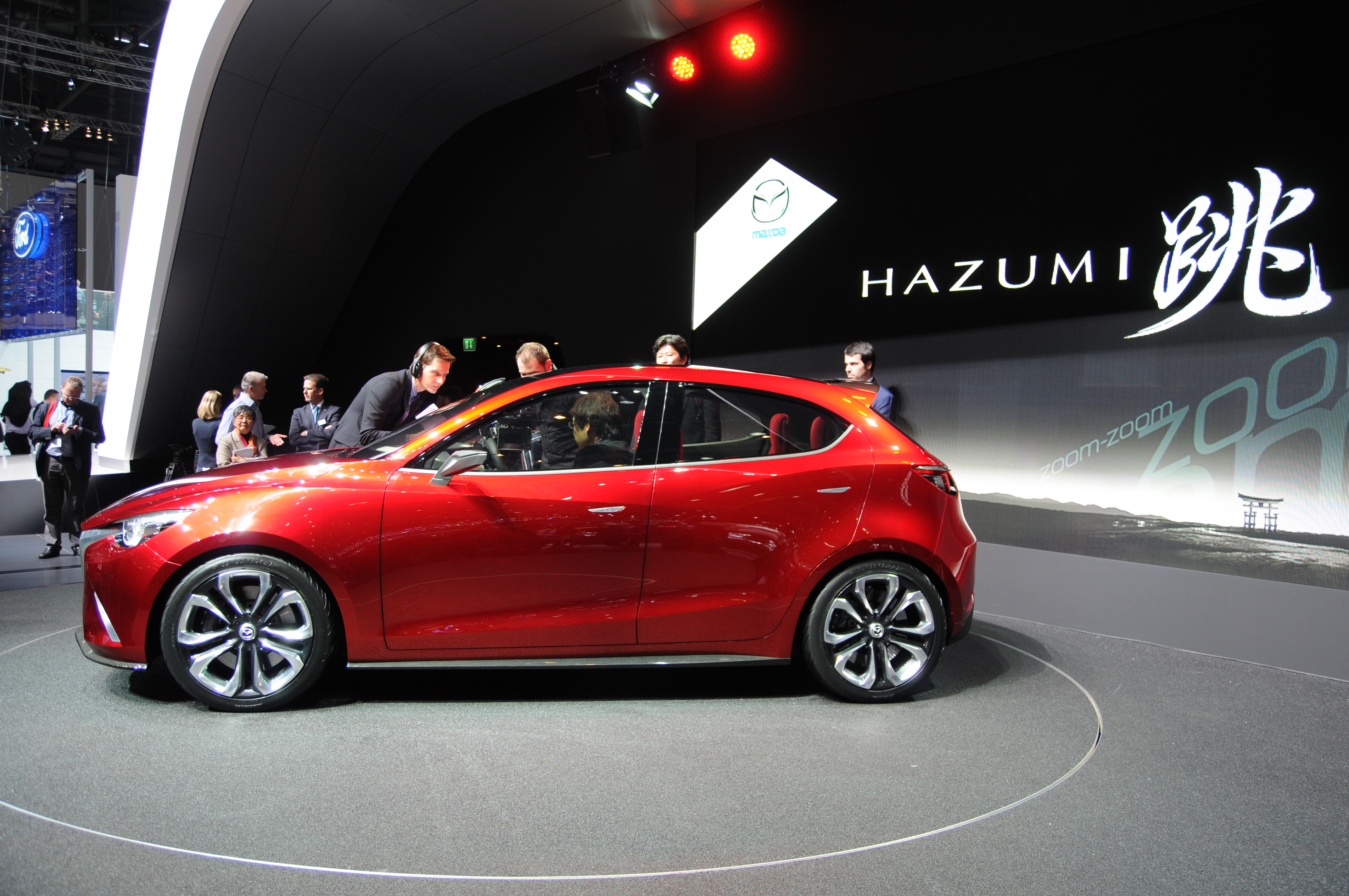
Bok Mazdy Hazumi

Samochód zaprojektowano zgodnie z filozofią KODO (dusza ruchu), auto wygląda dynamicznie, jest dopracowane aerodynamicznie. Pojazd posiada charakterystyczny dla nowych modeli marki Mazda grill z chromowaną ramką. Prototypowy pojazd wyposażono w 18-calowe aluminiowe obręcze kół z oponami o rozmiarze 215/45 R18. Auto napędzane jest silnikiem Diesla o pojemności 1,5 litra w technologii SKYACTIV-D, który spełnia normy Euro 6 oraz posiada system i-stop oraz odzysku energii do kondensatora (i-ELOOP).
We wnętrzu pojazdu umieszczono cztery fotele, wyświetlacz HUD, system multimedialny.